# Andrej Rubljov (slikar)
Andrej Rubljov (rus. Андрей Рублёв, oko 1360. – Moskva, 29. siječnja 1430.) - ruski slikar ikona, redovnik, svetac Ruske pravoslavne crkve od 1988. godine.

## Životopis
Točan datum njegovog rođenja nije poznat. Godine oko 1360. uzimaju se kao vjerojatna godina rođenja, po tome što se u zapisima o njegovoj smrti (1430.) spominje da je umro u dubokoj starosti, što je tada značilo poslije 60.-e godine života.
Andrej Rubljov postao je redovnik prije 1405. Živio je u manastiru Trojice-Sergijeva lavra blizu Moskve u zajednici slikara, među kojima su poznati Teofan Grk i Prohor iz Gorodeca. O ovome se zna, jer se njegovo ime spominje u popisu slikara ikona i fresaka u Blagovještenskom saboru u Moskvi. Ime mu je na dnu liste, što znači da je tada bio najmlađi i najmanje iskusan slikar u skupini.
Pisani zapisi svjedoče da je 1408. slikao (zajedno s Danilom Cerne) zidove Uspenjske katedrale u Vladimiru i od 1425. do. 1427. u Katedrali Svetog Trojstva u Sergejevoj lavri. Poslije Danilove smrti, Andrej je u moskovskom Andronikovom manastiru naslikao freske u Katedrali Spasitelja.
Umro je u Andronikovom manastiru 29. siječnja 1430.

## Umjetnost
Godine 1904. otkrivena je njegova ikona Sveto Trojstvo Starog zavjeta (ili Gostoprimstvo Abrahamovo, nastala vjerojatno oko 1411.) i time je počela epoha istraživanja njegovog djela. To je jedino djelo koje mu se sa sigurnošću može pripisati. Danas je ova ikona izložena u Tretjakovoj galeriji u Moskvi.
Kompozicija ikone prikazuje scenu iz Biblije, kada su tri anđela posjetili Saru i Abrahama (Post 18, 1-33). Rubljov se koncentrirao na prikazivanje figura tri gosta. Poruka djela je mnogostruka. To je između ostalog, apel za jedinstvo u vrijeme sukoba među knezovima. U isto vrijeme, to je izraz religijskog jedinstva u Presvetom Trojstvu (Otac, Sin i Duh Sveti).
Umjetnost Andreja Rubljova je kombinacija dvije tradicije: srednjovjekovnog manastirskog asketizma i klasične harmonije bizantskog slikarstva. Likovi na njegovim slikama uvijek su spokojni. Vremenom, način na koji je slikao, postao je ideal ruskog crkvenog slikarstva i ikonoslikarstva.
Na Stoglavom saboru 1551. ikonografija Andreja Rubljova proglašena je za ideal u izradi crkvenih slika.
Ruska pravoslavna crkva proglasila ga je svecem 1988. godine i slavi ga svake godine 4. srpnja.
Od godine 1959., postoji muzej Andreja Rubljova u Andronikovom manastiru.
Ruski režiser Andrej Tarkovski snimio je film Andrej Rubljov (1966)., djelomično baziran na Andrejevu životu, koji je svojevrsni spomenik ovom umjetniku.

## Galerija
- Blagovijest, 1405., (Katedrala Naviještenja u Moskvi)
- Inačica Vladimirske Gospe, oko. 1405.
- Krist Otkupitelj oko. 1410., (Galerija Tretjakov u Moskvi)
- Uznesenje, 1408., Galerija Tretjakov u Moskvi)